# Miss Mayotte
Miss Mayotte est un concours de beauté féminine, concernant les jeunes femmes de l'île de Mayotte. Il est qualificatif pour l'élection de Miss France, retransmise en direct sur la chaîne TF1, en décembre, chaque année.
Aucune Miss Mayotte n'a été élue Miss France, depuis la création du concours.
L’ancien délégué régional pour Miss France, Franck Servel, démissionne en janvier 2022 et faute de nouveau repreneur, il n'y a pas eu d'élection en 2022 pour Miss France 2023.
Depuis mars 2023, Benucci Attoumani est désigné nouveau délégué régional.

## Histoire
Le concours Miss Mayotte est créé en 2000. En 19 ans d'existence, seulement 4 Miss Mayotte ont été classées à l'élection de Miss France.
Le délégué régional pour Miss France est Benucci Attoumani.

## Les Miss
| Année | Nom                     | Âge            | Taille         | Classement local/régional | Classement à Miss France                                                            | Autres |
| ----- | ----------------------- | -------------- | -------------- | --- | ----------------------------------------------------------------------------------- | --- |
| 2000  | Mariame Hassani         |                |                | |                                                                                     | |
| 2001  | Maïté Boudy             | 20 ans         | 1,81 m         | | Figure parmi les 12 demi-finalistes à l'élection de Miss France 2002                | |
| 2002  | Salima Mogne Ahamadi    |                |                | |                                                                                     | |
| 2003  | Natacha Achirafi        |                |                | |                                                                                     | |
| 2004  | Maeva Schublin          | 19 ans         | 1,76 m         | |                                                                                     | |
| 2005  | Nayma Bacari            | 18 ans         | 1,72 m         | |                                                                                     | |
| 2006  | Karida Salim            | 21 ans         | 1,70 m         | |                                                                                     | |
| 2007  | Nasma Choudjaïdine      | 18 ans         | 1,80 m         | |                                                                                     | |
| 2008  | Esthel Née              | 20 ans         | 1,80 m         | | 3e dauphine de Miss France 2009                                                     | |
| 2009  | Élodie-Méryl Anridhoini | 19 ans         | 1,74 m         | | Figure parmi les 12 demi-finalistes à l'élection de Miss France 2010 et termine 8e  | Prix de l’élégance Atout France à l'élection de Miss France 2010                                              |
| 2010  | Elisabeth Ongaretto     | 19 ans         | 1,70 m         | |                                                                                     | |
| 2011  | Aïcha Ahmed Bachir      | 20 ans         | 1,74 m         | 1re dauphine Miss Elite 2010 ; 1re dauphine de Miss Mayotte 2010                                                                                   |                                                                                     | |
| 2012  | Stanisla Saïd           | 22 ans         | 1,76 m         | |                                                                                     | |
| 2013  | Daniati Yves            | 24 ans         | 1,70 m         | |                                                                                     | Prix de la Sympathie à l'élection de Miss France 2014 ; Elle a sorti le titre Je serai là, le 2 décembre 2013 |
| 2014  | Ludy Langlade           | 18 ans         | 1,76 m         | |                                                                                     | |
| 2015  | Ramatou Radjabo         | 18 ans         | 1,70 m         | |                                                                                     | Prix de la Sympathie à l'élection de Miss France 2016                                                         |
| 2016  | Naïma Madi Mahadali     | 19 ans         | 1,73 m         | |                                                                                     | |
| 2017  | Vanylle Emasse          | 20 ans         | 1,70 m         | |                                                                                     | |
| 2018  | Ousna Attoumani         | 20 ans         | 1,76 m         | |                                                                                     | |
| 2019  | Eva Labourdère          | 20 ans         | 1,75 m         | |                                                                                     | |
| 2020  | Anlia Charifa           | 23 ans         | 1,77 m         | 1re dauphine de Miss Lyon 2016 ; 1re dauphine de Miss Rhône 2017 ; Prix de la Photogénie Miss Rhône-Alpes 2017 ; 1re dauphine de Miss Mayotte 2019 | Figure parmi les 15 demi-finalistes à l'élection de Miss France 2021 et termine 13e | |
| 2021  | Anna Ousseni            | 24 ans         | 1,70 m         | |                                                                                     | |
| 2022  | Pas d'éléction          | Pas d'éléction | Pas d'éléction | Pas d'éléction | Pas d'éléction                                                                      | Pas d'éléction                                                                                                |
| 2023  | Houdayifa Chibaco       | 21 ans         | 1,72 m         | |                                                                                     | |
| 2024  | Zaya Toumbou            | 20 ans         | 1,73 m         | |                                                                                     | |

## Palmarès par communes depuis 2005
- Chirongui : 2009, 2014, 2015 (3)
- Sada : 2005, 2021 (2)
- Koungou : 2006, 2017 (2)
- Mamoudzou : 2010, 2011 (2)
- Acoua : 2024 (1)
- M'Tsangamouji : 2023 (1)
- Dzaoudzi : 2020 (1)
- Mtsapéré : 2019 (1)
- Chiconi: 2018 (1)
- Bouéni : 2016 (1)
- Tsingoni : 2013 (1)
- Pamandzi : 2012 (1)
- Bandrélé : 2008 (1)

Pas d'informations : 2007

## Palmarès à l’élection Miss France depuis 2000
- Miss France :
- 1re dauphine :
- 2e dauphine :
- 3e dauphine : 2009
- 4e dauphine :
- 5e dauphine :
- 6e dauphine :
- Top 12 puis 15 : 2002, 2010, 2021
- Classement des régions pour les 10 dernières élections (Miss France 2015 à 2024) : 30e sur 30[Note 1].

## A retenir
- Meilleur classement de ces 10 dernières années : Anlia Charifa, demi-finaliste de Miss France 2021.
- Dernier classement réalisé : Anlia Charifa, demi-finaliste de Miss France 2021.
- Dernière Miss France : Aucune Miss France.